# Dietrich Vorwerk
Karl Wilhelm Dietrich Vorwerk (* 22. Februar 1870 in Droyßig; † 5. Februar 1942 in Dresden) war ein deutscher evangelischer Pädagoge, Pfarrer und religiöser Schriftsteller. Er war Gemeindepastor in Schierke (1902–1908) und anschließend bis 1912 Superintendent und Konsistorialrat in Roßla, danach hielt er sich von 1912 bis 1915 zu wissenschaftlich-literarischen Arbeiten in Wernigerode auf, ging anschließend als Pfarrer nach Buslar und war von 1918 bis 1934 1. Pfarrer der Andreaskirche in Dresden.
In den Jahrzehnten vor und nach dem Ersten Weltkrieg entwickelte Vorwerk eine umfangreiche schriftstellerische und dichterische Tätigkeit. Seine Themen waren Gebetsleben, Volksmission, Kinder- und Jugendseelsorge, aber auch die Persönlichkeit Jesu. Der populäre Band Harzluft (5. Aufl. 1924) versucht, Frömmigkeit, Gesundheit und Heimatliebe miteinander zu verbinden. In der Pfarrerschaft fand besonders das Buch Kann auch ein Pastor selig werden? (6. Aufl. 1927) Verbreitung, in dem Vorwerk mit Einfühlungsvermögen und Humor die spezifischen Schwierigkeiten seines Berufsstands beschrieb. 
Bis heute im christlichen Schrifttum und im Internet vielfach zitiert ist sein Gedicht „Des Pfarrers Predigt an sich selbst“, in dem er die unterschiedlichen Ansprüche an einen Pfarrer in Antinomienpaaren beschreibt („Ein Pfarrer muss sein / ganz groß und ganz klein…“), um mit der Feststellung zu schließen: „– ganz anders als ich.“
Ein dunkler Schatten liegt auf Vorwerks Wirken durch sein vorbehaltloses Einstimmen in den Kriegsjubel der Jahre 1914/1915. Ohne Einschränkung identifizierte er die Sache des Deutschen Reichs mit der des Gottesreichs und pries den Gott der Cherubinen, Seraphinen und Zeppelinen. In Hurra und Halleluja (1914) reimte er eine Vaterunser-Paraphrase, in der es u. a. heißt: 
In barmherziger Langmut vergib
jede Kugel und jeden Hieb,
die wir vorbeigesendet!
In die Versuchung führe uns nicht,
dass unser Zorn dein Gottesgericht
allzu milde vollendet!